# Рейчел Гаррісон (письменниця)
Рейчел Гаррісон (англ. Rachel Harrison) — американська письменниця, авторка романів жахів.

## Кар'єра
Станом на 2024 рік Гаррісон опублікувала вісім книжок. Три книжки Гаррісон отримали рецензії із зірочками від Publishers Weekly та Library Journal.
Kirkus Reviews назвав роман «Повернення» (2020) «стильним і добре продуманим дебютом у жанрі жахів» і зазначив: «Гаррісон майстерно підтримує гнітюче, майже фізично відчутне напруження, яке поступово зростає до шокуючого кульмінаційного моменту... Терплячі читачі, які цінують повільне нарощування напруги з вибуховим фіналом, будуть винагороджені». Publishers Weekly писав: «Напруга та нюанси складної жіночої дружби Гаррісон додають глибини й без того чудовому, моторошному дебюту».
Publishers Weekly написав критичний огляд роману «Зловісний сміх» (англ. Cackle) (2021). «Читачам знадобиться схильність до чорного гумору, щоб витримати глибокий біль, що ховається за саркастичним оповіданням, і навіть тоді ця ода вибору дивакуватішого життя зрештою більше схиляється до фантазії помсти, ніж до справжнього натхнення чи сили». Однак Library Journal дав йому рецензію із зірочками, зазначивши, що роман «демонструє майстерність Гаррісон у зображенні сильних і впевнених у собі жінок з гострим як бритва дотепом і ноткою темряви».
Publishers Weekly критикував і роман «Такі гострі зуби» (2022), написавши: «Комедійний тон соціальних взаємодій Рорі дивно контрастує з сюжетом про травму, а фінальне розв'язання питання її перевтілення в перевертня здається надто штучним: Гаррісон не вдається переконливо провести аналогію між трансформацією та внутрішнім сум’яттям Рорі. Це емоційно заплутаний і незадовільний безлад». Library Journal високо оцінив книжку ще одним оглядом із зірочками, зазначивши, що «остання книжка авторки — це карколомна, кривава пригода, яка також досліджує рани, які травма може залишити що на тілі, що на психіці», і «стиль його авторки захоплює, і змусить вас читати далеко за північ».
Paste позитивно оцінив її збірку оповідань «Погані ляльки» (2022), зазначивши: «Гаррісон навдивовижу майстерно вміє передати цілий образ людини одним влучним спостереженням». New York Times рекомендував збірку «Погані ляльки», написавши: «Феміністичні романи жахів Гаррісон є одними з найоригінальніших і найцікавіших, і ця збірка оповідань цілком відповідає рівню її довших творів».

## Вибрані твори
- Повернення /The Return. Берклі, 2020[7][11][2].
- Зловісний сміх /Cackle. Берклі, 2021[8][12][5].
- Такі гострі зуби /Such Sharp Teeth. Берклі, 2022[3][13][14][6].
- Погані ляльки /Bad Dolls. Penguin Audio, 2022. [Аудіо][4][15][16][9][10]
- Чорна вівця /Black Sheep. Penguin Publishing Group, 2023[17].
- Дуже спраглий /So Thirsty. Берклі, 2024[18].
- Грай за правилами /Play Nice. Берклі, 2025[19].

## Переклади українською
2025 року у «Видавництві Старого Лева» вийшов український переклад роману «Чорна вівця». Перекладач — Олексій Чупа.

## Зовнішні посилання
- Офіційний сайт
- Rachel Harrison on Goodreads
- Interview with Horror.org
- Rachel Harrison on The Dark World Podcast